# Gainsborough (Suffolk)
Gainsborough is een wijk in het zuidoosten van Ipswich in het Engelse graafschap Suffolk. In 2001 telde de wijk 8380 inwoners.